# Docteur Jekyll et Monsieur Souris
Pour plus de détails, voir Fiche technique et Distribution.
Dr. Jekyll et Mr. Souris (Dr. Jekyll and Mr. Mouse en anglais) est le 30e cartoon de la série Tom et Jerry réalisé par Bill Hanna et Joe Barbera en 1947. Ce cartoon est une parodie de L'Étrange Cas du docteur Jekyll et de M. Hyde.

## Synopsis
Tom en a assez que Jerry boive tout le temps son lait, alors il a une idée diabolique : il fabrique du lait empoisonné pour tuer Jerry.
Après que Tom a posé le lait empoisonné devant le trou de Jerry, ce dernier le boit. Mais après avoir bu le lait, Jerry devient contre toute attente un colosse qui possède une force surhumaine et résiste à tout. Malheureusement, l'effet n'est que temporaire. Il boit une deuxième fois, mais redevient normal rapidement, car il a pris une très moyenne gorgée. Mais heureusement, Jerry envoie Tom dans le réfrigérateur, ce qui lui donne du temps pour fabriquer plus de lait empoisonné. Tom réussit à sortir du réfrigérateur et boit tout le lait de Jerry; mais au lieu de devenir un géant invincible Tom devient tout petit, ce qui ne déplait pas à Jerry qui en profite pour le frapper avec un tue-mouches.

## Erreur
Lorsque Tom essaie de frapper Jerry avec un livre jaune, le bouquin devient vert.

## Récompenses et distinctions
Le court métrage a été nommé aux Oscars pour le meilleur court-métrage d'animation lors de la 20e cérémonie des Oscars en 1948 mais a perdu face à Le repas est servi ! de Warner Bros. Cartoons.